# Moto Club Ulldecona
El Moto Club Ulldecona és una entitat esportiva catalana dedicada al motociclisme que fou fundada a Ulldecona, Montsià, el 1972. Fou impulsat, entre d'altres, per Pere Sans, Celestí Hervàs, Manuel Vidal i els germans Vicent, Ramon i Joan Ortiz. Ha organitzat proves de trial, motocròs, resistència, velocitat, pujades de muntanya i concentracions. El seu pilot més destacat ha estat el campió de trial Adam Raga.